# Linjeflyg
 (juin 2019).
Si vous disposez d'ouvrages ou d'articles de référence ou si vous connaissez des sites web de qualité traitant du thème abordé ici, merci de compléter l'article en donnant les références utiles à sa vérifiabilité et en les liant à la section « Notes et références ».
Linjeflyg a été créée en 1957 en tant que compagnie aérienne nationale suédoise par les compagnies aériennes suédoises Scandinavian Airlines System et Airtaco ainsi que par les éditeurs de journaux Dagens Nyheter AB et Stockholms-Tidningen AB.

## Histoire
Airtaco (fondée en août 1950 sous le titre Aero Scandia) peut être considérée comme le prédécesseur de Linjeflyg et a été fusionnée dans la nouvelle compagnie aérienne, y compris l'ensemble de sa flotte. Lors de la fondation de Linjeflyg, les quatre Lockheed Model 18 Lodestar et quatre Douglas DC-3 d'Airtaco sont intégrés à la nouvelle flotte. 
En octobre 1983, Linjeflyg a quitté l'aéroport de Stockholm-Bromma, dans la partie centrale de Stockholm, pour l'aéroport de Stockholm-Arlanda, au nord de Stockholm. Bromma était la plaque tournante principale de Linjeflyg depuis 1957. Le 10 septembre 1990, Scandinavian Airlines System (SAS) a vendu ses 50% de Linjeflyg à Bilspedition pour 475 millions de couronnes suédoises (SEK). Environ six mois plus tard, SAS l'a racheté.
En février 1992, Linjeflyg est devenu une trop grande menace pour SAS, parce qu'il a prévu une alliance stratégique avec Braathens et Maersk Air. Une telle alliance aurait été trop compétitive pour SAS sur les routes de la capitale intra-scandinave et sur les vols intérieurs. Par conséquent, SAS a racheté les 50% de Linjeflyg qu'elle ne possédait pas déjà, afin de maintenir sa domination sur le marché. Le 1er janvier 1993, Linjeflyg a été fusionné en SAS. Linjeflyg était la plus grande compagnie aérienne nationale de Suède. Elle desservait plus de 20 aéroports nationaux et transportait plus de 5 millions de personnes par an. Linjeflyg comptait 2200 employés en 1992 et était à l'époque le plus grand opérateur Fokker F28 au monde.

## Flotte

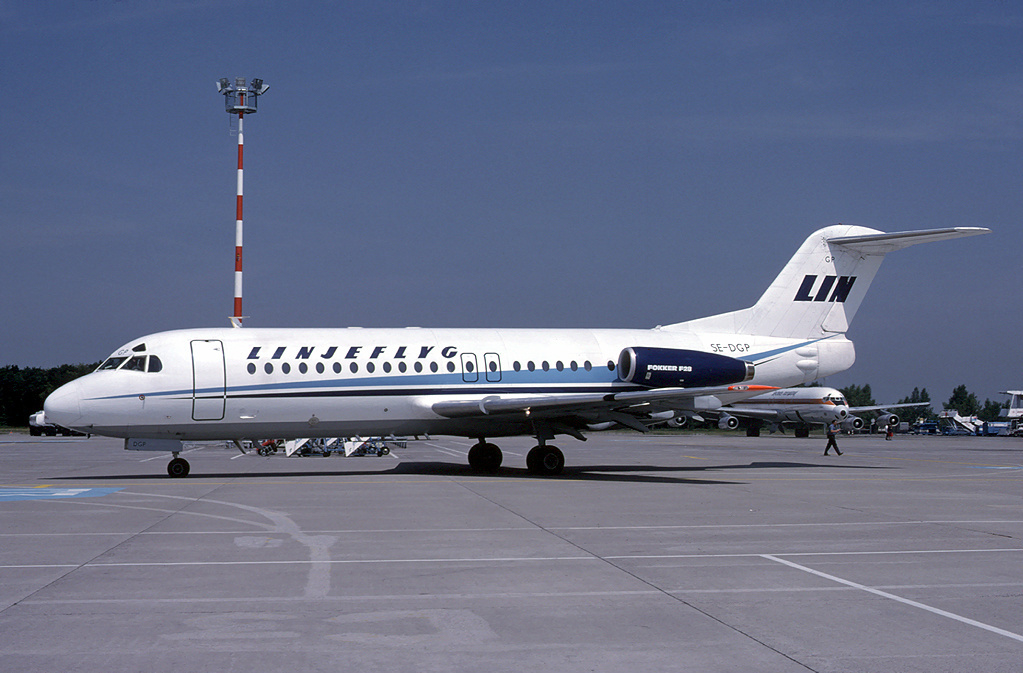
Un Fokker F28 de Linjeflyg à l'EuroAirport

- 1 Lockheed L-12 Electra Junior
- 4 Lockheed L-18 Lodestar
- 16 Douglas DC-3
- 23 Convair 340 et 440
- 2 Aero Commander
- 4 Nord 262
- 20 Fokker F28
- 10 Boeing 737-500
- 2 Boeing 737-300
- 3 Boeing 737-33AQC

## Incidents et accidents
- Le 20 novembre 1964, le vol 267V, exploité par le Convair 440 SE-CCK, s'écrase lors d'une approche de l'aéroport civil/militaire conjoint d'Angelholm. Dans des conditions aux instruments, l'équipage a abandonné la procédure d'ensemble et a commencé l'approche finale trop tôt. Cela devait s'en être le cas parce que l'équipage s'était laissé tromper par un arrangement de lumières propres à l'aérodrome avec lequel, à l'exception de certains renseignements reçus pendant l'approche, ils ne se connaissaient pas. Trente et une des 43 personnes à bord ont été tuées dans la pire catastrophe aérienne en Suède.
- Le 15 janvier 1977, le vol 618, exploité par vickers Viscount SE-FOZ loué à Skyline, s'est écrasé à L'aéroport de Bromma, à Stockholm, en raison d'une accumulation de glace sur l'avion arrière, ce qui a entraîné une perte de contrôle. Les 22 personnes à bord ont été tuées.